# Red 2
Red 2 és una pel·lícula de l'any 2013 de comèdia i acció del director Dean Parisot, seqüela de la pel·lícula de 2010 Red. Està inspirada, igual que la seva predecessora, en el còmic homònim creat per Warren Ellis i Cully Hamnler, i publicat per DC Comics. Els seus protagonistes principals són Bruce Willis, John Malkovich, Mary-Louise Parker, Catherine Zeta-Jones, Byung-hun Lee, Anthony Hopkins, i Helen Mirren. Red 2 va ser estrenada el 19 de juliol de 2013. S'ha doblat i subtitulat al català.

## Argument
Frank Moses, un agent retirat d'operacions encobertes de la CIA, al costat de la seva núvia Sarah, ha de tornar a reunir al seu extravagant equip d'operacions especials per realitzar la cerca a escala mundial d'un artefacte nuclear de gran potència que es troba desaparegut des de principis de la Guerra Freda. Mentre continuen les seves recerques per França, Anglaterra, Hong Kong i Rússia, hauran d'enfrontar-se a desenes d'assassins, terroristes i oficials del govern ansiosos per fer-se amb aquesta arma per als seus beneficis propis; del que no són conscients és del que pot suposar enfrontar-se a l'equip Red i les seves tàctiques poc ortodoxes de la "vella escola".

## Personatges
- Bruce Willis com Francis "Frank" Moses.
- Mary-Louise Parker com Sarah Ross.
- John Malkovich com Marvin Boggs.
- Helen Mirren com Victoria Winslow.
- Anthony Hopkins com el Dr. Edward Bailey.
- Catherine Zeta-Jones com Katja Petrokovich.
- Byung-hun Lee com Han Cho Bai.
- Brian Coix com Ivan Simanov.
- David Thewlis com La Granota.
- Neal McDonough com Jack Horton.

## Producció
El gener de 2011, Summit Entertainment va encarregar a Jon i Erich Hoeber el treball d'elaborar el guió per a una seqüela de Red a causa del seu èxit financer, el qual va sobrepassar les expectatives del productor Lorenzo di Bonaventura. L'octubre d'aquest mateix any, es va anunciar que la pel·lícula s'estrenaria el 2 d'agost de 2013, reunint de nou l'equip Red amb nous amics i enemics en la seva missió per Europa. Finalment, el febrer de 2012 es van confirmar les negociacions finals perquè Dean Parisot, conegut per Herois fora d'òrbita i Fun with Dick and Jane, fos el director de la pel·lícula.

## Recepció
En la seva setmana d'estrena, la pel·lícula va recaptar 18,5 milions de dòlars i va acabar en cinquè lloc, per sota dels 21,8 milions de la seva predecessora en 2010. D'acord amb les enquestes, el 67 % de l'audiència era major de 35 anys, i el 52 % eren homes. La pel·lícula va recaptar uns 53,3 milions als Estats Units i 94,8 milions a l'estranger, obtenint un total de 148 milions de dòlars a tot el món.

### Crítiques
Segons les crítiques de premsa, la pel·lícula té una qualificació mitjana de 2,4 sobre 5, i hi ha una gran varietat d'opinions des d'una de les més optimistes, d'Owen Gleiberman de Entertainment Weekly, que afirma ser "ràpida, jocosa i enginyosa", fins a les més pessimistes, com la de Francisco Mariner de Metròpoli, que la sentència dient que és un "espectacle d'acció inversemblant, de tanta solvència com a poca inspiració" i que "la seva gran qualitat és el repartiment".

## Seqüela
El maig de 2013, i gairebé de manera simultània a l'estrena d'aquest film, la productora Lionsgate va assignar de nou a Jon i Erich Hoeber l'elaboració d'un guió per continuar la saga amb Red 3, tercera part que començaria a rodar-se en 2014; no obstant això, encara ningú s'ha pronunciat sobre si el rodatge ha començat o si arribarà a començar.